# Buick Riviera
Buick Riviera je název typové řady automobilů značky Buick vyráběné v letech 1963 až 1999. Celkem bylo v tomto období vyrobeno 1,127 milionu kusů.

## Historie
Vývoj a výroba modelu Riviera na počátku 60. letech 20. století byla motivována vzrůstající poptávku po sportovních vozech typu Chevrolet Impala nebo Ford Thunderbird. Modelová řada Riviera byla vyráběna jako dvoudveřové kupé se sportovním designem a výkonným benzinovým motorem. Do roku 1999 bylo představeno celkem osm generací.

## Modelové řady

### První generace (1963–1965)
Motor vidlicový osmiválec 6572 cm³ o výkonu 243 kW při 4400 otáčkách za minutu. Maximální rychlost 190 km/h.

### Druhá generace (1966–1970)
Design byl značně pozměněn. Vůz byl vylepšen i technicky.

### Třetí generace (1971–1973)
Nová karoserie od Donalda Laskyho a Jerryho Hirschberga s působivou lodní zádí. Motor – V8 o objemu 7468 cm³ s výkonem 197,9 kW. Pohon zadních kol. Automatická převodovka Turbo-Hydra-Matic 400. Hmotnost přesahovala 2 tuny. Maximální rychlost činila 210 km/h. V letech 1971 až 1973 bylo vyrobeno 101 618 kusů.

### Čtvrtá generace (1974–1976)
Riviera opět dostala klasický tvar zadních partií.

### Pátá generace (1977–1978)
Vůz byl značně menší než předcházející generace. Byl postaven na menší platformě.

### Šestá generace (1979–1985)

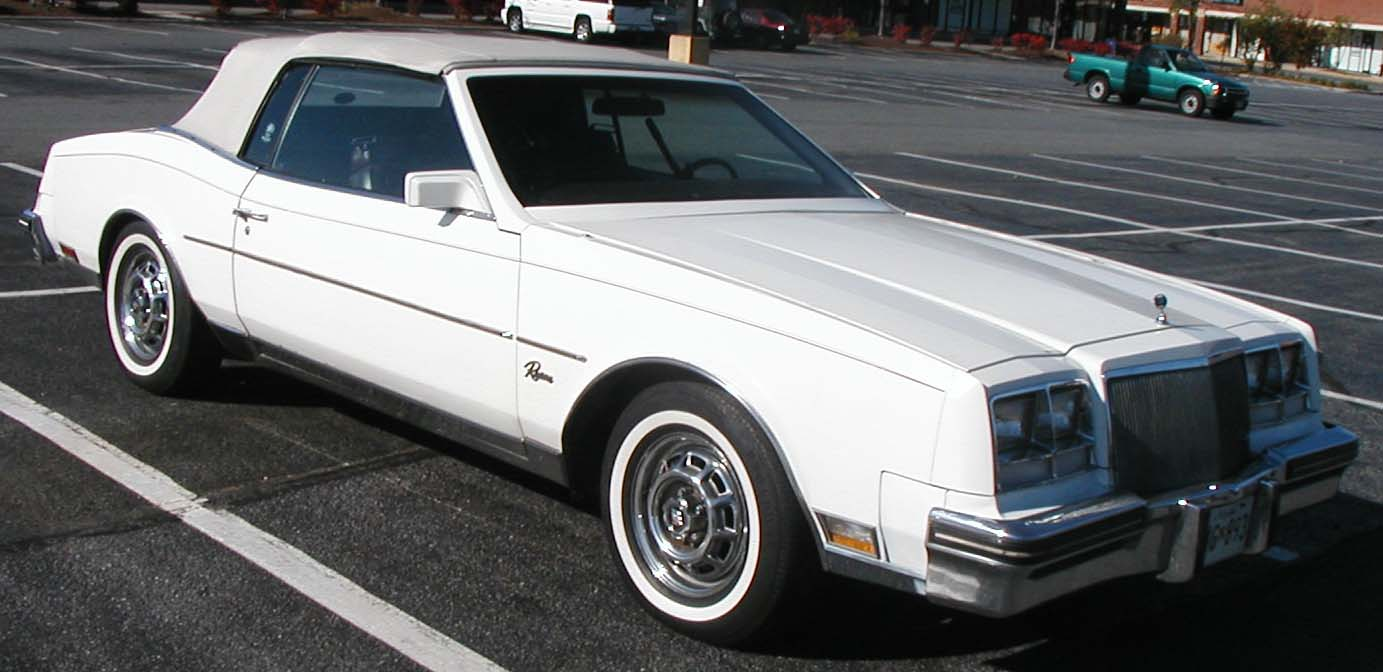
Šestá generace

Šestá generace byla první Rivierou, u které byla poháněná přední náprava

### Sedmá generace (1986–1993)

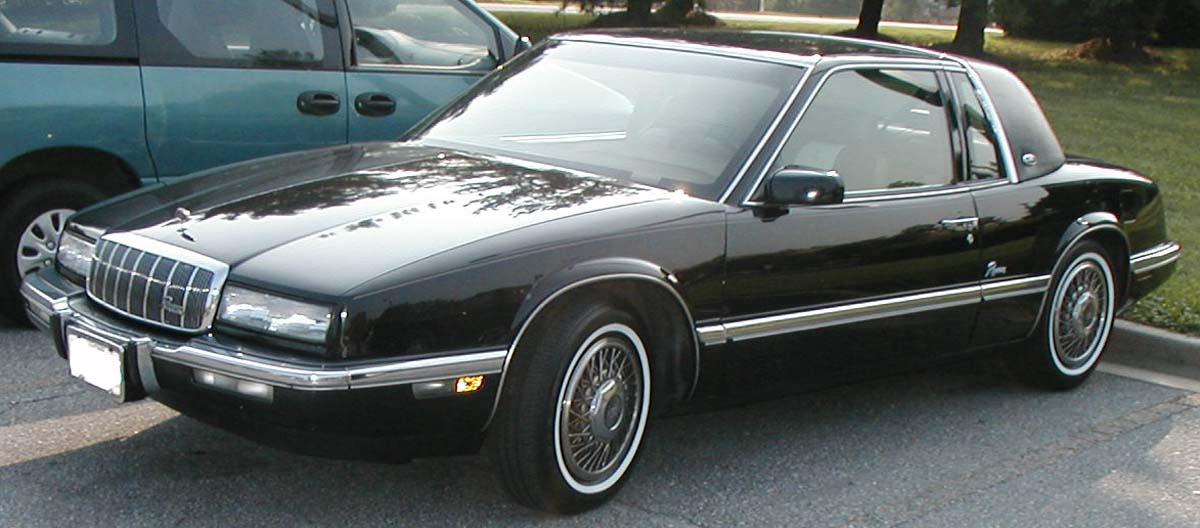
Sedmá generace

Byla vybavena palubním počítačem s dotykovým displejem.

### Osmá generace (1995–1999)

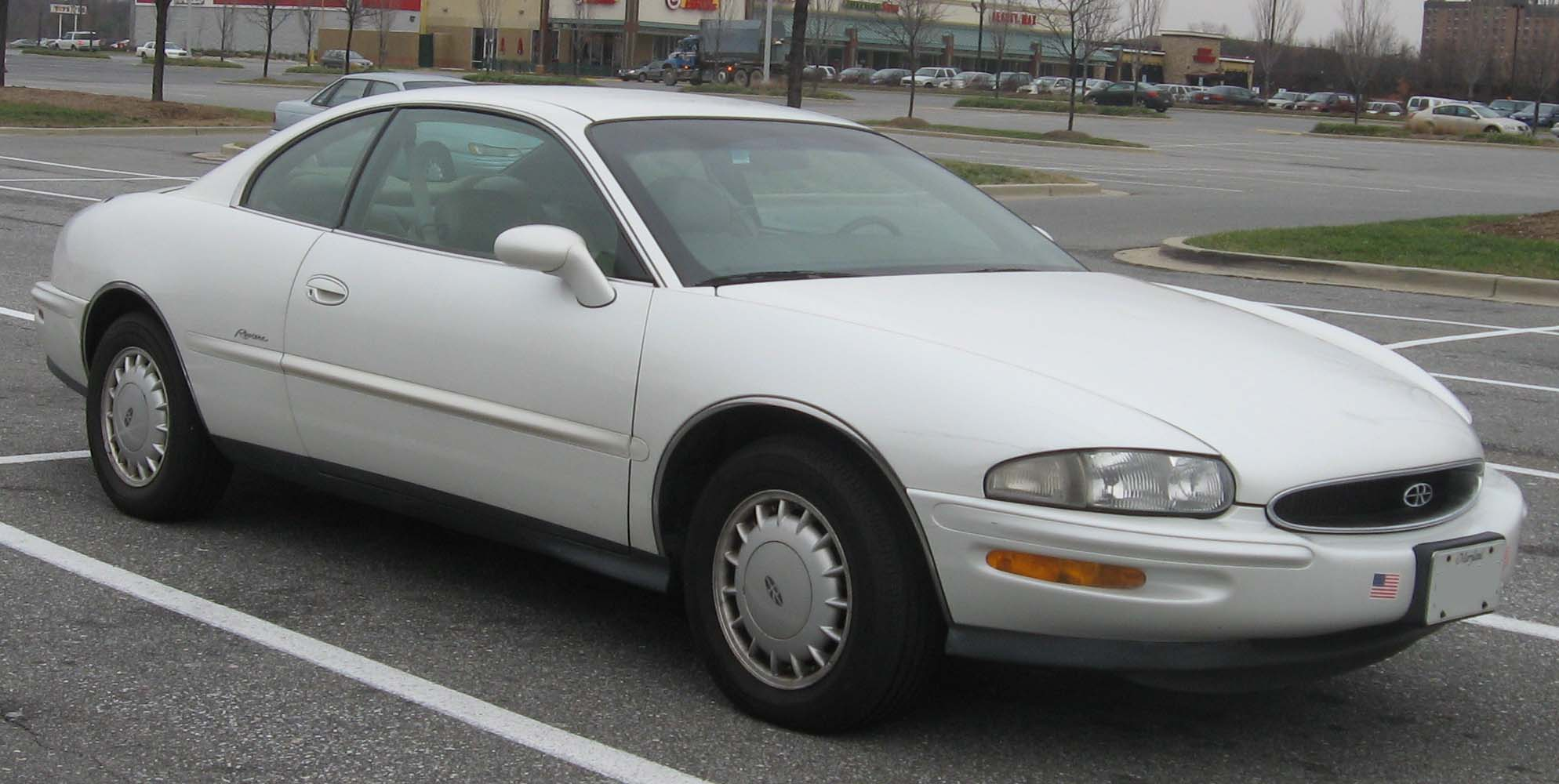
Osmá generace

Byla vyráběna jako velké kupé. Sportovní verze byla výkonnější než předchozí modely.